# Betty J. Sapp

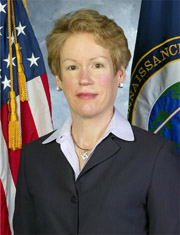
Betty J. Sapp

Betty J. Sapp (* 1955 in St. Louis) ist die ehemalige Direktorin des National Reconnaissance Office (NRO), welches die Spionagesatelliten der USA betreibt.

## Leben
Sapp startete ihre Regierungskarriere als United-States-Air-Force-Offizierin in verschiedenen Managementpositionen bei der NRO. Von 1997 bis 2007 war sie bei der CIA tätig, wo sie für die Zusammenarbeit mit der NRO abgestellt war.
Im Juli 2012 wurde sie zur Direktorin der NRO ernannt. Im Juni 2019 ging sie von diesem Posten in Rente. Sie ist im Mai 2019 in den Verwaltungsrat der Ball Corporation gewählt worden. Weiter ist die ehemalige Beamtin im Verwaltungsrat der The Charles Stark Draper Laboratory, Inc. vertreten. Auf den 1. Mai 2020 wurde Sapp in den Verwaltungsrat von Perspecta berufen.